# Brezno, Laško
Brezno este o localitate din comuna Laško, Slovenia, cu o populație de 131 de locuitori.